# Sivan
Sivan – drugi album zespołu Skawalker, wydany w 1994 roku nakładem wydawnictwa MJM Music PL.
Album nagrano w listopadzie i grudniu 1993 roku w Modern Sound Gdynia. Utwór „Raz na całe życie” nagrano w Studio S-4 Warszawa – Realizacja Rafał Paczkowski. W 2005 roku została wydana przez Universal Music Group reedycja albumu z cyklu „archiwum rocka.pl”. W 2017 roku firma Sony Music Entertainment Poland wydała album na płycie winylowej.

## Lista utworów
1. „Długa podróż – Sivan” – 6:23
2. „Tylko ja i ty mamy teraz swój czas” – 3:46
3. „Zły znak” – 4:21
4. „Gdyby ktoś” – 3:12
5. „Na zawsze razem” – 3:47
6. „18.09.70” – 4:15
7. „Ocal tę miłość” – 5:04
8. „Woda i ogień wokół nas” – 3:54
9. „Nadzieja na świt” – 5:01
10. „Moonlight III” – 3:31
11. „Raz na całe życie” – 4:07

## Muzycy
- Grzegorz Skawiński – gitara, śpiew
- Waldemar Tkaczyk – gitara basowa
- Zbigniew Kraszewski – perkusja

gościnnie
- Mariusz Zaczkowski – instrumenty klawiszowe (1, 5, 9, 10)
- Adam Wolski – śpiew (2)
- Maciej Łyszkiewicz – instrumenty klawiszowe (3, 8)
- Ryszard Łada – instrumenty klawiszowe (2)
- Bogusław Brzeżański – instrumenty klawiszowe (7)